# Lycianthes quichensis
Lycianthes quichensis là loài thực vật có hoa trong họ Cà. Loài này được (J.M. Coult. & Donn. Sm.) Bitter mô tả khoa học đầu tiên năm 1919.